# Шеногин, Фёдор Михайлович
Фёдор Миха́йлович Шено́гин (1888—1942) — русский революционер, большевик, участник Октябрьского восстания 1917 года, Гражданской и Великой Отечественной войн.

## Биография
Родился в селе Кривдине Юрьевского уезда Владимирской губернии в крестьянской семье, русский. После окончания торгово-коммерческих курсов работал конторщиком. С 1916 года — рабочий-электромонтёр на заводе Тильманса (ныне метизный завод «Пролетарский труд»). Там он примкнул к революционному движению. Во время Февральской революции 1917 года организовал на заводе забастовку. В апреле 1917 года вступил в РСДРП(б). Был депутатом Моссовета. Во время Октябрьского вооружённого восстания был членом Пресненского штаба Красной гвардии и Военно-революционного комитета. Отряд Шеногин охранял Моссовет. Шеногин участвовал в уличных боях с юнкерами у гостиниц «Метрополь» и «Люкс», у здания Моссовета и на Пресне.
После победы Октябрьской социалистической революции участвовал в Гражданской войне. В составе 1-го Московского красногвардейского отряда воевал против калединцев на Дону и немецких оккупантов на Украине. После возвращения в Москву работал в Краснопресненском райсовете, позднее на советской и хозяйственной работе. Жил в Настасьинском переулке, д.3. После начала Великой Отечественной войны стал командиром партизанского отряда в Московской области. В 1942 году погиб в бою.

## Память
В 1957 году к 40-летию Октябрьской революции в его честь получила название улица Шеногина в Москве (район Хорошёво-Мнёвники).